# Ильинка (Коченёвский район)
Ильинка — упразднённый посёлок в Коченёвском районе Новосибирской области России. Располагался на территории современного Леснополянского сельсовета. Исключен из учётных данных в 1968 г.

## География
Располагался в лесном массиве, ныне урочище Ильинка, в 5,5 км (по прямой) к северо-западу от деревни Козлово.

## История
Основан в 1926 году. В 1928 году посёлок Ново-Ильинский состоял из 25 хозяйств. В административном отношении входил в состав Сартаковского сельсовета Коченёвского района Новосибирского округа Сибирского края. В 1931 году организован колхоз «Новая Ильинка», который был ликвидирован в 1950 году.

## Население
В 1926 году в поселке проживало 128 человек (62 мужчины и 66 женщин), основное население — русские.